# Kunskapskanalen
Kunskapskanalen (littéralement : canal du savoir) est une chaîne de télévision suédoise de service public, opérée à la fois par la Sveriges Television et la Sveriges Utbildningsradio. Lancée le 27 septembre 2004, elle est dédiée aux programmes documentaires et éducatifs, et peut être reçue via la télévision numérique terrestre suédoise, les bouquets par satellite et par câble.
Kunskapskanalen est diffusée en horaire partagé depuis sa création, mais ses horaires de diffusion n'ont cessé de s'accroître. Ses programmes s'ouvrent à 9 h et se terminent à 1 h.

## Histoire

### Identité visuelle

Logo de Kunskapskanalen du 27 septembre 2004 à 2012.
Logo de Kunskapskanalen de 2012 à 2017.
Logo alternatif de Kunskapskanalen de 2012 à 2017.
Logo de Kunskapskanalen depuis 2017.